# Hervé Jamar
Hervé Jamar (Hoei, 1 januari 1965) is een Belgisch politicus van de MR. Sinds 2015 was hij gouverneur van de provincie Luik. In mei 2025 nam hij op 60-jarige leeftijd ontslag.

## Levensloop
Jamar werd in 1988 licentiaat in de rechten aan de Universiteit Luik. Hij werd advocaat aan de balie van Hoei.
Als student was hij lid van de Federatie van Liberale Studenten. In 1988 werd hij verkozen tot gemeenteraadslid van Hannuit en in 1994 werd hij er burgemeester, twee functies die hij uitoefende tot in 2015.
In 1999 volgde hij Pierre Hazette op als lid van het Waals Parlement en het Parlement van de Franse Gemeenschap. Hij bleef beide functies uitoefenen tot in 2003 en in het Waals Parlement was Jamar voorzitter van de commissie Landbouw. In 2003 werd hij benoemd tot staatssecretaris voor de Modernisering van Financiën en Strijd tegen de Fiscale Fraude in de Regering-Verhofstadt II. Hij diende onder toenmalig minister van Financiën Didier Reynders. 
Als staatssecretaris liet hij zich opmerken met de invoering van de digitale belastingaangifte, de strijd tegen de fraude in phoneshops en nachtwinkels en het bestrijden van btw-carrousels. Van juli 2007 tot december 2007 was hij zelfs even minister als opvolger van Armand de Decker die in de Belgische Senaat vertrok. Zijn bevoegdheden bleven echter dezelfde.
Na het einde van zijn ministerieel mandaat werd Jamar begin 2008 opnieuw lid van het Waals Parlement, waar hij van 2008 tot 2014 voorzitter was van de commissie Energie en Huisvesting. Bij de gewestverkiezingen van 2009 en 2014 werd hij herkozen met een zeer goede score. Ook werd hij in 2013 de voorzitter van de MR-federatie van het arrondissement Hoei-Borgworm.

Vlag van de gouverneur van Luik

In oktober 2014 kwam hij als minister van Begroting in de Regering-Michel I terecht. Op 22 september 2015 nam hij ontslag uit de regering om in opvolging van Michel Foret provinciegouverneur van Luik te worden. Op 1 oktober 2015 legde hij de eed af als provinciegouverneur; dit betekende ook het einde van zijn burgemeesterschap en zijn parlementair mandaat, dat hij het einde van zijn ministerschap nog enkele dagen uitgeoefend had. Jamar kampte jarenlang met gezondheidsproblemen. In 2020 onderging hij een levertransplantatie. In mei 2025 nam hij voortijdig ontslag als gouverneur.

## Eretekens
- 2019: Grootofficier in de Leopoldsorde[4]